# 圣母领报 (詹巴蒂斯塔·皮托尼)
《圣母领报》（英語：Annunciation）它是意大利画家詹巴蒂斯塔·皮托尼在18世纪巴洛克时期最重要的油画作品之一。。约作于1757年。现藏于威尼斯威尼斯美术学院。作品取材于宗教故事，描绘有一对双翼的天使来朝拜年轻的圣母玛利亚，告诉她怀孕了，救苦救难的基督将要出生。
两位人物的姿态动作也更加强了彼此心理活动上的呼应关系。这幅画细部的描绘精于整体的设计，这种精细的描绘不仅渲染了自然景物的优美，而且也衬托了人物的内心世界。

## 同主题作品
- 圣母领报 (达芬奇)（Leonardo da Vinci，1452年－1519年）1472年畫的《圣母领报》
- 格雷考（El Greco，1541年－1614年）1576年畫的《圣母领报》